# أدولف ويكلوند (موسيقي)
أدولف ويكلوند (5 يونيو 1879 في لانجسيرود، فارملاند -أبريل 1950 في ستوكهولم) كان ملحنًا وقائدًا سويديًا. كان والده عازف الأرغن بعد تخرجه من الكلية الملكية للموسيقى في ستوكهولم كعازف أرغن ومدرس موسيقى حصل ويكلوند على منحة دراسية لدراسة البيانو في السويد ثم في باريس. وأول ظهور له كعازف بيانو منفرد جاء في عام 1902 وهو يعزف مقطوعته الموسيقية الخاصة قطعة موسيقية في ج الكبرى، العمل 1.
بعد عام 1911 عمل بشكل أساسي كقائد فرقة موسيقية.أدار الأوركسترا الملكية السويدية من عام 1911 إلى عام 1924وكان مديرًا للأوبرا الملكية السويدية في عام 1923وعمل كقائد رئيسي لجمعية ستوكهولم للحفلات الموسيقية حتى عام 1938 
مؤلفات ويكلوند رومانسية وقومية في الأسلوب. تظهر أعماله اللاحقة تأثير الانطباعية. كان لمؤلفاته تأثير كبير على الموسيقى السويدية. يتضمن إنتاجه كونشرتو بيانو، وقصيدة سيمفونية Sommarnatt och soluppgång (ليلة صيف وشروق الشمس) وسمفونية وسوناتا كمان. 